# Arancou
Arancou (en euskera Erango, en gascón Arancon) es una localidad y comuna francesa, situada en el departamento de Pirineos Atlánticos, en la región de Aquitania. Pertenece al territorio histórico vascofrancés de Baja Navarra.
Administrativamente también depende del Distrito de Bayona.

## Heráldica
Cuartelado: 1º, en campo de sinople, un peregrino andante, de plata, con bastón de sable en su mano siniestra, y acompañada en el jefe de dos veneras de plata, una en cada cantón; 2º, en campo de azur, una iglesia de oro, aclarada de sable, cargada de una cruz del mismo metal y techado de su color natural; 3º, fajado ondeado de azur y plata y brochante sobre el todo una cabeza de leopardo de oro, y 4º, en campo de sinople, tres pinturas rupestres de oro, puestas en palo.

## Demografía
| Gráfica de evolución demográfica de Arancou entre 1800 y 2012 |
|                                                               |

Fuentes: Ldh/EHESS/Cassini e INSEE.

## Patrimonio
- Iglesia Notre-Dame d'Arancou del siglo XIII, con un destacable portal gótico. Clasificada Monumento histórico y situada en el Camino de Santiago, en la Via Turonensis.